# Chariesthes lomii
Chariesthes lomii là một loài bọ cánh cứng trong họ Cerambycidae.